# Pożar kombinatu gastronomicznego „Kaskada” w Szczecinie
Pożar kombinatu gastronomicznego „Kaskada” – pożar, który miał miejsce 27 kwietnia 1981 w Szczecinie. Zniszczeniu uległ gmach „Kaskady”, a życie straciło 14 osób, w tym 6 uczniów Zasadniczej Szkoły Gastronomicznej w Szczecinie, zebranych na praktykach.

## Przebieg zdarzeń

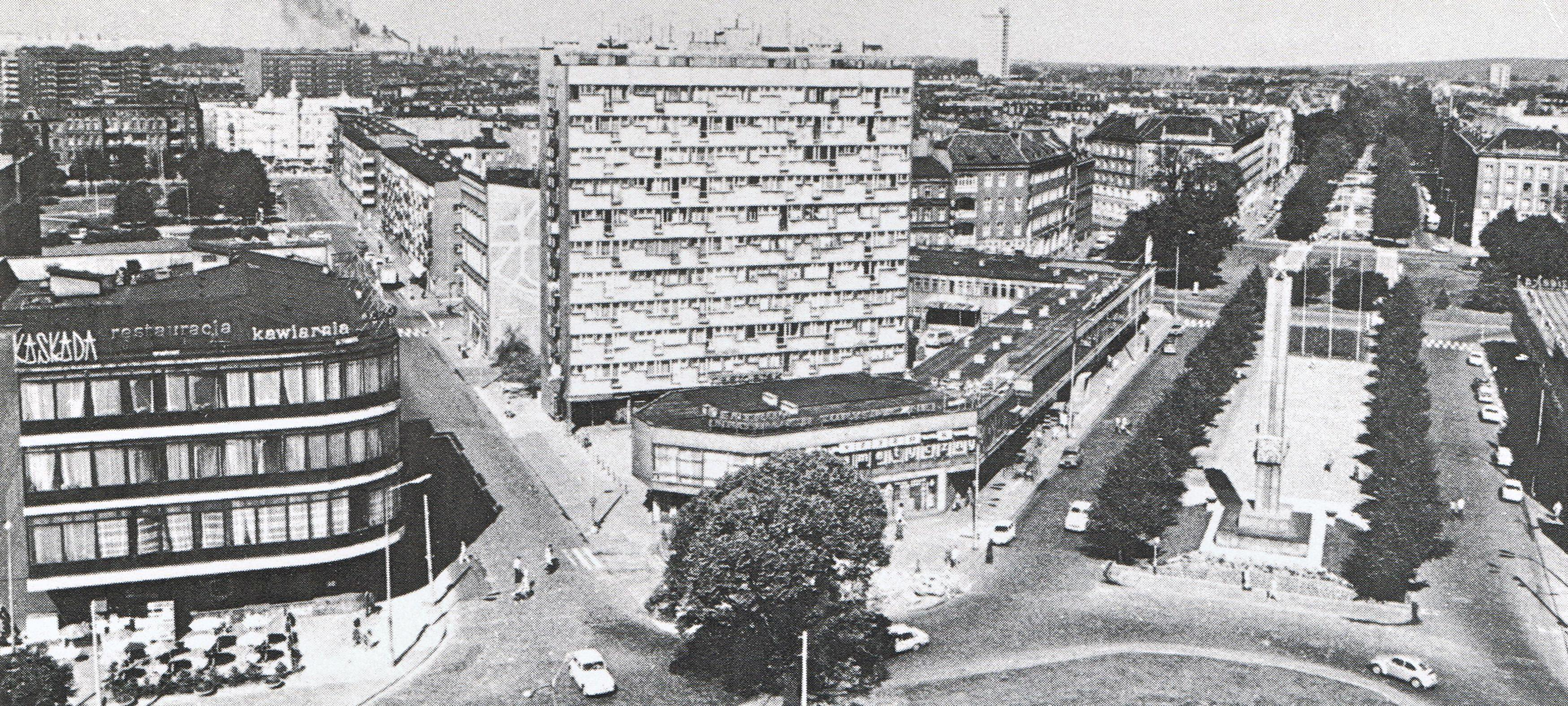
„Kaskada” (po lewej) na fotografii z 1978

W dzień poprzedzający zdarzenie w „Kaskadzie” bawiło się kilkuset gości, których obsługiwał prawie dwustuosobowy personel. Niedzielna zabawa trwała do późnych godzin nocnych.
W poniedziałek 27 kwietnia 1981 o godzinie 8 na stanowiskach pracy powinno znajdować się 41 osób, ale 20 spóźniło się. Tuż przed godziną ósmą rano, w znajdującej się na parterze „Kaskady” sali „Kapitańskiej” doszło do pożaru. Ogień szybko rozprzestrzenił się na resztę budynku – do godziny 8:15 objął jego wszystkie 4 kondygnacje. Spośród 21 przebywających w lokalu osób uciec udało się 5 pracownikom przebywającym w piwnicy i na parterze, jednemu z uczniów, którego pożar zaskoczył na schodach oraz jednej z pracownic przebywającej na górnej kondygnacji, której udało się wydostać przez okno na zewnętrzny parapet, skąd następnie została zabrana przez przejeżdżający obok przypadkiem podnośnik. Pozostałych 14 osób – 8 pracownic kombinatu, 4 uczennice i 2 uczniów III klasy Zasadniczej Szkoły Gastronomicznej (obecnie Zespół Szkół Nr 6 im. Mikołaja Reja), którzy znajdowali się w położonej na 3 piętrze sali „Pokusa” – zginęło w wyniku zatrucia fosgenem, wydzielanym przez płonące tworzywa sztuczne.

27.04.1981 r. Pożar w kombinacie gastronomicznym „Kaskada” w Szczecinie
Warszawa (PAP). Zaledwie 60 minut minęło od chwili zawiadomienia 27 bm. Komendy straży Pożarnych w Szczecinie o pożarze miejscowego kombinatu gastronomicznego „Kaskada” (godz. 8.07) do momentu zlokalizowania i dogaszenia ognia (godz. 9.08). W pomieszczeniach tego 3-piętrowego budynku spłonęło żywcem 13 osób – na różnych kondygnacjach, najwięcej na ostatnim piętrze. Trwa akcja poszukiwania ewentualnych dalszych ofiar i identyfikacja zwłok.

Pierwszy pojazd straży pożarnej przyjechał na miejsce o 8:11, po kilku minutach pojawiły się następne. Temperatura wewnątrz płonącego budynku sięgała wówczas 1700°C. Żar panujący wokół „Kaskady” topił pobliskie znaki drogowe, firanki i karnisze w okolicznych budynkach mieszkalnych oraz lakier na wozach strażackich. Płonęły samochody osobowe zaparkowane pod lokalem, a także okoliczne drzewa. Strażacy nie byli w stanie ugasić płonącego budynku i koncentrowali swoje działania przede wszystkim na ochronie sąsiednich obiektów – Zakładów Przemysłu Odzieżowego „Odra” oraz budynków mieszkalnych znajdujących się po przeciwnej stronie ulicy. Pogotowie energetyczne otrzymało informację o konieczności odcięcia dopływu prądu o godzinie 8:29. Dopływ gazu odcięty został dopiero o 8:50. Około godziny 9:40 odnaleziono pierwsze zwęglone ciała ofiar pożaru.
Pożar ugaszono o godzinie 18:50. Budynek spłonął doszczętnie, pozostały jedynie żelbetowe elementy konstrukcji.

## Przyczyny
W celu zbadania przyczyn pożaru wojewoda szczeciński powołał komisję pod przewodnictwem prezydenta miasta Jana Stopyry, w skład której wchodził prokurator, komendant miejski Milicji Obywatelskiej, komendant rejonowy Straży Pożarnej oraz przedstawiciele Politechniki Szczecińskiej, Wojewódzkiej Spółdzielni Spożywców „Społem” i Okręgowych Zakładów Gazownictwa. Ponadto dzień po pożarze Służba Bezpieczeństwa wszczęła Sprawę Operacyjnego Sprawdzenia pod kryptonimem „Kaskada”, którą zakończono w kwietniu 1982, po ogłoszeniu wyników prac komisji.
Jeszcze przed rozpoczęciem prac komisji strażacy ocenili stan techniczny instalacji elektrycznej, jaka znajdowała się w „Kaskadzie”, jako zły – niezabezpieczone przewody, często łączone „na skrętkę”, leżały bezpośrednio w sąsiedztwie łatwopalnych elementów wystroju, za okładzinami oraz pod dywanami. Generalnie większość elementów stanowiących wystrój wnętrz lokalu wykonana była z łatwopalnych materiałów (np. ze stylonu, drewna, tkanin, płyt pilśniowych i polistyrenu) lub materiałów nasączonych takimi środkami (np. łatwopalnymi lakierami), co wpłynęło na błyskawiczne rozprzestrzenienie się ognia. Wpływ na szybki rozwój pożaru miała również przeróbka, jakiej dokonano podczas jednego z remontów budynku – w stropie nad kręgiem tanecznym w sali „Kapitańskiej” wykuto dziesięciometrowy otwór, którego obecność spowodowała powstanie efektu kominowego.
Komisja stwierdziła, że przyczyną pożaru było zwarcie w gnieździe elektrycznym w sali „Kapitańskiej”, do którego przed godziną ósmą sprzątaczka podłączyła odkurzacz. Gniazdko to znajdowało się w otworze wyciętym w płycie z tworzywa, w bezpośrednim kontakcie z tkaniną osłonową. Z kolei do śmierci osób przebywających w lokalu przyczynił się fosgen – silnie trujący gaz, który powstał podczas spalania pianki poliuretanowej, jaką wypełnione były meble w „Kaskadzie”. Według komisji gaz zabił wszystkie ofiary w ciągu zaledwie sześciu sekund.
Aktem oskarżenia objęto trzy osoby, w tym dyrektora „Kaskady”, którego oskarżono o „zaniedbanie obowiązków zapewnienia warunków ochrony przeciwpożarowej w zakresie bezpieczeństwa osób i mienia”. Zapadły kilkuletnie wyroki, które zostały złagodzone przez sąd II instancji i ostatecznie umorzone na mocy amnestii z 21 lipca 1984.
Dyrektor, odpierając zarzuty o swojej winie, przedstawił hipotezę mówiącą o podpaleniu budynku. Nie przedłożył na to jednak żadnych dowodów oprócz historii o tym, jak zatrudniony przezeń dorywczo i „na czarno” do drobnych prac porządkowych pracownik miał zostać odcięty przez pożar od wyjścia i uratowany przez nieznanego mężczyznę, którym miał być podpalacz. Nie udało się ustalić tożsamości tajemniczego mężczyzny (dodatkowo nie pojawił się on w relacjach innych świadków i uczestników wydarzeń), jak również tego, czy zdarzenie to faktycznie miało miejsce. Komisja badająca przyczyny pożaru wykluczyła udział osób trzecich.

## Upamiętnienie ofiar
27 kwietnia 2012 przy wejściu do Galerii Kaskada (zbudowanej w miejscu kombinatu gastronomicznego) od strony ul. Edmunda Bałuki odsłonięto tablicę upamiętniającą ofiary pożaru. Zdarzeniu poświęcono jeden z odcinków serialu dokumentalnego Czarny serial.